# 滨海特鲁维尔
滨海特鲁维尔（法語：Trouville-sur-Mer，法語發音：[tʁuvil syʁ mɛʁ] ⓘ），简称特鲁维尔，是法国卡尔瓦多斯省的一个市镇，位于该省东北部，属于利雪区。

## 地理
滨海特鲁维尔（49°22'3"N, 0°4'54"E）面积6.79 平方千米，位于法国诺曼底大区卡爾瓦多斯省，该省份为法国西北部沿海省份，北濒大西洋英吉利海峡，东北与滨海塞纳省以海上边界相接，东临厄尔省，南至奧恩省，西与芒什省接壤。
与滨海特鲁维尔接壤的市镇（或旧市镇、城区）包括：克里克伯夫、多维尔、圣加蒂安德布瓦、图克、维莱维尔。
滨海特鲁维尔的时区为UTC+01:00、UTC+02:00（夏令时）。

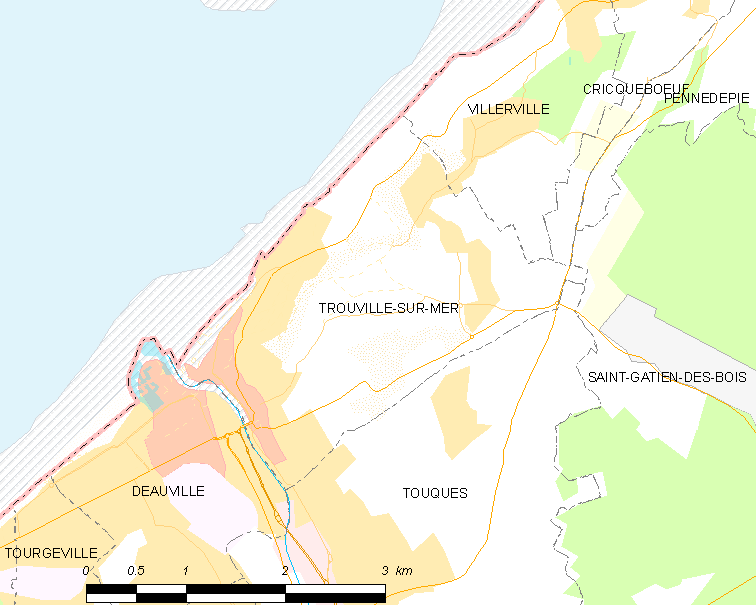
滨海特鲁维尔的OSM定位图

## 行政
滨海特鲁维尔的邮政编码为14360，INSEE市镇编码为14715。

## 政治
滨海特鲁维尔所属的省级选区为翁弗勒尔-多维尔县。

## 交通
卡尔瓦多斯省省道D74线、D513线和D535线经过滨海特鲁维尔。
特鲁维尔-多维尔站位于多维尔境内。

## 人口

1962-2008年间滨海特鲁维尔人口变化图示

滨海特鲁维尔于2022年1月1日时的人口数量为4624人。